# Marian Manoliu
Marian Manoliu (cunoscut ca El Mano, n. 4 iunie 1953, Cluj, România – d. 16 noiembrie 2016, Timișoara, România) a fost un chitarist român.
A studiat Ingineria Industrială iar apoi a început studiile la Academia Națională de Muzică „Gheorghe Dima” și Facultatea de  Automatică și Calculatoare.
De-a lungul carierei sale, muzicianul a urcat pe scenă alături de toate numele importante ale pop rockului românesc începând cu 1974, când a apărut în Semnal M și Acustic T 74 și mai ales trupa Compact. Colegii de breaslă a fost dată de fostul său coleg de trupă, Costi Cămărășan, cel care a înființat, alături de Teo Peter, trupa Compact, dar și de Ștefan Nagy de la Semnal M și mulți alții.